# نوینکیرشن ام براند
نوینکیرشن ام براند (به آلمانی: Neunkirchen am Brand) یک شهر در آلمان است که در فورشایم واقع شده‌است. نوینکیرشن ام براند ۸٬۲۴۳ نفر جمعیت دارد.